# 1С-Битрикс: Управление сайтом
1С-Битрикс: Управление сайтом — система управления контентом веб-проекта (CMS) от российской компании «Битрикс».

## Функциональность
«1С-Битрикс: Управление сайтом» позволяет создавать:
- Интернет-магазины;
- Корпоративные сайты;
- Информационные порталы;
- Страницы сообществ, форумы;
- Рекламные лендинги.

«1С-Битрикс: Управление сайтом» также включает набор инструментов для продвижения веб-проектов:
- E-mail маркетинг;
- Инструменты коммуникации с клиентами;
- Веб-формы;
- Опросы;
- Веб-аналитика;
- 1С-Битрикс BigData;
- A/B тестирование;
- SEO модуль;
- Подписки, рассылки;
- Социальные сервисы.

## Безопасность
В апреле 2006 года журнал «Хакер» опубликовал статью, где рассказал о взломе CAPTCHA в «1С-Битрикс: Управление сайтом».
В декабре 2013 года опубликована информация об уязвимости в модуле e-Store, позволяющая злоумышленникам узнать cookie пользователя и управлять его корзиной, удалять и добавлять товары. Уязвимости дан номер CVE-2013-6788. Начиная с версии 14.0.1 уязвимость была исправлена.
В ноябре 2015 года опубликована информация об уязвимости CVE-2015-8357 в модуле xscan. Уязвимость позволяет пользователям переименовывать произвольные файлы, получать доступ к конфиденциальным данным и вызывать отказ в обслуживании. С версии xscan 1.0.4 уязвимость была исправлена.
В 2015 году была найдена критическая уязвимость CVE-2015-8358 в модуле mpbuilder. Уязвимость позволяет удалённо производить выход за пределы домашнего каталога, включать и исполнять удалённо код. Подвержены версии модуля mpbuilder версии ниже 1.0.12.
В феврале 2018 года «1С-Битрикс» обновила сертификаты от ФСТЭК России. Зафиксировано отсутствие недекларированных возможностей по четвёртому уровню (НДВ-4). Обновлённые сертификаты будут действовать до 2020 года.
В марте 2022 года была опубликована информация о критической уязвимости CVE-2022-27228 в модуле vote, обнаруженной Positive Technologies. Данная уязвимость позволяла исполнить произвольный код на сервере без какой-либо аутентификации.
В День Конституции Украины, 28 июня 2022 года, множество сайтов, управляемых системой «1С-Битрикс», подверглись взлому. В том числе, пострадали ресурсы Росреестра, нескольких ВУЗов и региональных СМИ.
В мае 2023 года произошла массовая атака на веб-сайты, использующие CMS «1С-Битрикс», в национальном сегменте Рунета. По данным отчёта CyberOK, атака была подготовлена заранее с использованием известных уязвимостей, включая CVE-2022-27228. Злоумышленники установили бэкдоры, позволявшие выполнять произвольные команды на сервере, и 26 мая провели массовую подмену главных страниц сайтов (дефейс).
В 2025 году зафиксирована новая волна вирусных заражений сайтов на базе «1С-Битрикс», направленная на скрытую установку вредоносного JavaScript-кода и переадресацию пользователей. Согласно сообщению Rush Studio, атаки происходили через скомпрометированные FTP-доступы и устаревшие плагины. Особенно пострадали сайты на shared-хостингах.
Отдельное внимание привлекли уязвимости в модулях сторонних разработчиков, в частности от компаний eSolutions (esol) и Маяк. По сообщениям специалистов, критические уязвимости были обнаружены в следующих устаревших модулях:
От компании eSolutions
- esol.importexcel
- esol.exportexcel
- esol.importxml
- currency_export_excel

От компании «Маяк»
- Экспорт в Excel. Выгрузка каталога товаров
- Импорт из Excel. Загрузка каталога товаров

Уязвимости позволяли загрузку и выполнение произвольных PHP-скриптов, создание скрытых пользователей и внедрение вредоносного кода.
В марте 2025 года Центр мониторинга инцидентов «1С-Битрикс» зафиксировал единичные случаи взломов сайтов, использующих устаревшие версии модулей сторонних разработчиков — компаний eSolutions и «Маяк». Подвержены риску оказались решения, не обновлявшиеся с 2023 года, несмотря на выпущенные обновления и патчеры. В список затронутых попали модули для импорта и экспорта данных в форматах Excel и XML/YML. Пользователям настоятельно рекомендуется обновить соответствующие компоненты или удалить неиспользуемые модули.

## Награды и рейтинги
По версии исследовательского агентства Data Insight в 2017 году «1С-Битрикс» признана самой популярной CMS среди российских интернет-магазинов с долей в 28,7 % всего рынка CMS.
В октябре 2018 года «1С-Битрикс» вошёл в рейтинг самых популярных CMS в мире по версии W3Techs с долей в 1 % рынка.
По версии исследовательского агентства Data Insight «1С-Битрикс: Управление сайтом» — самая популярная CMS среди интернет-аптек России по итогам 2018 года.
В 2019 году компания «1С-Битрикс» заняла пятнадцатую позицию в рейтинге «20 самых дорогих компаний Рунета — 2019», опубликованном журналом Forbes. По оценкам экспертов стоимость компании в 2019 году составила 106 миллионов долларов.
«1С-Битрикс» — лидирующая коммерческая CMS в доменах .RU и .РФ по данным StatOnline.ru от 28 января 2022 года.